# San Marino Academy
El San Marino Academy es un club de fútbol femenino sanmarinense con sede en Ciudad de San Marino. Fue fundado en 2004 y en la temporada 2021-22 participará en la Serie B de Italia.

## Historia
A comienzos de los años 2000, la Federación Sanmarinense de Fútbol (FSGC) decidió inscribir un primer equipo femenino en los torneos regionales italianos. En 2004, el equipo femenino sanmarinense empezó su historia compitiendo en la Serie D de Emilia-Romaña.
En 2017, nació la San Marino Academy, teniendo la función de gestionar el fútbol femenino y juvenil de San Marino.  En la temporada 2018/19 ganó el campeonato de Serie C. En la temporada siguiente, se produjo la suspensión del campeonato debido a la pandemia de enfermedad por coronavirus; sin embargo, el San Marino logró ascender por primera vez en su historia a la Serie A, la máxima división italiana, gracias al cálculo del coeficiente corrector, finalizando segundo por detrás del Napoli Femminile.
Su experiencia en la Serie A solo duró un año, ya que descendió en la última fecha de la temporada 2020/21, al ser derrotado 1-2 en casa por la Fiorentina.

## Estadio
El equipo disputa sus partidos de local en el Campo Sportivo Acquaviva de Acquaviva.

## Palmarés
- Serie C (1): 2018-19